# Message to My Girl
Message to My Girl is een nummer van de Nieuw-Zeelandse band Split Enz. Het is de tweede single van hun achtste studioalbum Conflicting Emotions uit 1984. Op 16 januari van dat jaar werd het nummer op single uitgebracht in Australië en Nieuw-Zeeland. In augustus 1984 werd het nummer ook in Europa, de Verenigde Staten en Canada op single uitgebracht.

## Achtergrond
De plaat is een ballad. Tijdens een tournee in 2006 wijdde Neil Finn de plaat aan zijn vrouw Sharon. "Message to My Girl" werd enkel in Oceanië en het Nederlandse taalgebied een hit. In Nieuw-Zeeland bereikte de plaat een bescheiden 28e positie en in Australië de 12e positie.
In Nederland was de plaat op vrijdag 10 augustus 1984 Veronica Alarmschijf op Hilversum 3 en werd een hit in de destijds drie landelijke hitlijsten op de nationale publieke popzender. De plaat bereikte de 13e positie in de Nederlandse Top 40, de 18e positie in de Nationale Hitparade en piekte op een 11e positie in de TROS Top 50. In de Europese hitlijst op Hilversum 3, de TROS Europarade, werd géén notering behaald.
In België bereikte de plaat de 23e positie in de Vlaamse Radio 2 Top 30 en de 27e positie in de voorloper van de Vlaamse Ultratop 50. In Wallonië werd géén notering behaald. 
Sinds de allereerste editie in december 1999 staat de plaat onafgebroken genoteerd in de jaarlijkse NPO Radio 2 Top 2000 van de Nederlandse publieke radiozender NPO Radio 2, met als hoogste positie een 260e positie in 2001.

## NPO Radio 2 Top 2000
| Nummer met noteringen in de NPO Radio 2 Top 2000 | '99 | '00 | '01 | '02 | '03 | '04 | '05 | '06 | '07 | '08 | '09 | '10 | '11 | '12 | '13 | '14 | '15 | '16 | '17 | '18  | '19  | '20  | '21  | '22  | '23  | '24  |
| ------------------------------------------------ | --- | --- | --- | --- | --- | --- | --- | --- | --- | --- | --- | --- | --- | --- | --- | --- | --- | --- | --- | ---- | ---- | ---- | ---- | ---- | ---- | ---- |
| Message to My Girl                               | 386 | 343 | 260 | 281 | 363 | 417 | 442 | 540 | 614 | 466 | 624 | 711 | 740 | 941 | 839 | 659 | 683 | 786 | 793 | 1143 | 1033 | 1175 | 1155 | 1251 | 1227 | 1166 |

1. ↑  Een vetgedrukt getal geeft de hoogste notering aan.